# Mirabilicoxa curticoxalis
Mirabilicoxa curticoxalis là một loài chân đều trong họ Desmosomatidae. Loài này được Pasternak miêu tả khoa học năm 1982.